# Линьовка
Линьо́вка (рос. Линёвка) — село у складі Соль-Ілецького міського округу Оренбурзької області, Росія.

## Населення
Населення — 1307 осіб (2010; 1572 у 2002).
Національний склад (станом на 2002 рік):
- татари — 55 %